# Дама с камелијама (филм)
Дама с камелијама је југословенски ТВ филм из 1968. године. Режирао га је Миленко Маричић а сценарио је написан по делу Александра Диме Сина

## Улоге
| Глумац             | Улога |
| ------------------ | ----- |
| Радмила Андрић     |       |
| Стојан Дечермић    |       |
| Капиталина Ерић    |       |
| Светолик Никачевић |       |
| Олга Станисављевић |       |
| Танасије Узуновић  |       |
| Миливоје Живановић |       |